# История почты и почтовых марок Мозамбика
История почты и почтовых марок Мозамбика охватывает развитие почтовой связи в Мозамбике, государстве в Юго-Восточной Африке со столицей в Мапуту, и условно подразделяется на два периода:
- колониальной зависимости от Португалии (до 1975), когда с 1877 года для мозамбикской территории эмитировались почтовые марки, и
- независимости (с 1975), ознаменовавшийся началом выпуска собственных марок и вступлением государства в состав Всемирного почтового союза (ВПС; в 1978).

Мозамбик входит в число стран — участниц Всемирного почтового союза (ВПС; с 1978), а его нынешним национальным почтовым оператором является «Почта Мозамбика» (порт. Correios de Moçambique).

## Развитие почты

### Домарочный период
Будучи колонией Португалии с XVI века, Мозамбик был частью португальской почтовой службы.

## Выпуски почтовых марок

### Первые почтовые марки
Первые почтовые марки выпущены в 1876 году, того же колониального типа с изображением португальской короны, что и для других португальских территорий. За исходными девятью номиналами последовали выпуски другого цвета в 1881 году (10 р и 40 р) и в 1885 году (20 р, 25 р). За ними последовал выпуск короля Луиша в 1886 году.

### Региональные выпуски
В 1890-х годах были выпущены почтовые марки для округов колониальной администрации Замбезия, Иньямбане и Лоренсу-Маркиш и округа Мозамбик для обращения в каждом регионе. В 1898 году король Карлуш I был изображён на большой серии, которая к 1903 году насчитывала 23 цвета и номинала.

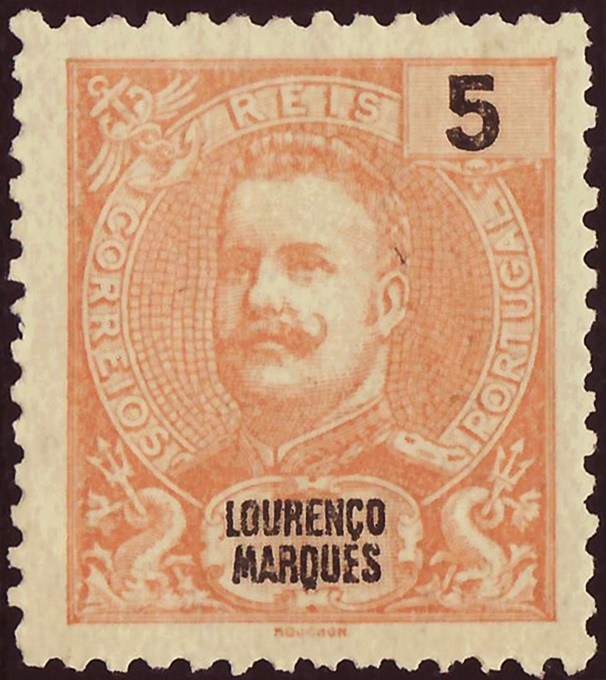
Почтовая марка Лоренсу-Маркиша, 1898 г.
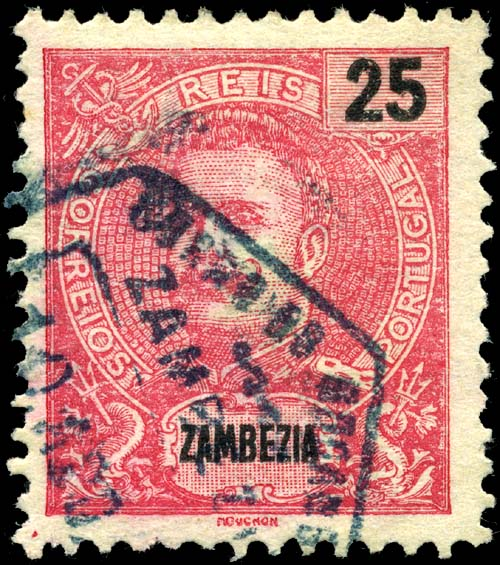
Почтовая марка Замбезии, 1903 г.

В 1913 году из Замбезии были выделены почтовые округа Келимане и Тете, для которых были выпущены отдельные марки. У почтовых марок всех округов был общий дизайн типа «Жница». Выпуск почтовых марок для округов был прекращён в 1920 году в пользу почтовых марок, пригодных для обращения на всей территории Мозамбика.

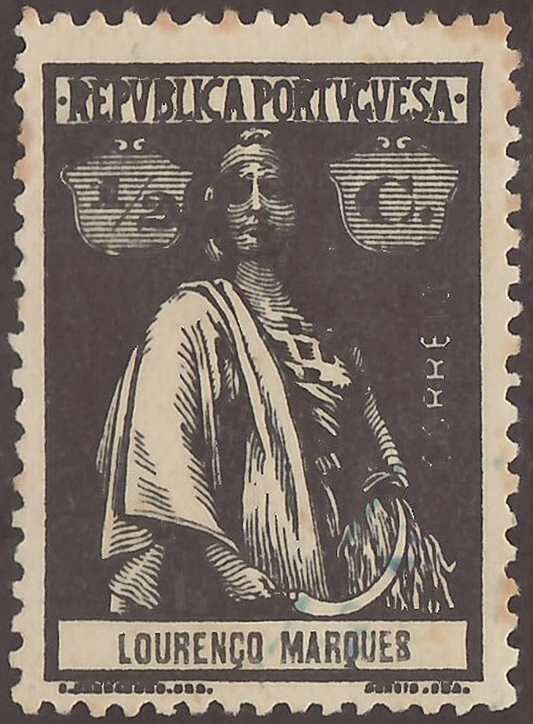
Серия «Жница», 1914 г.
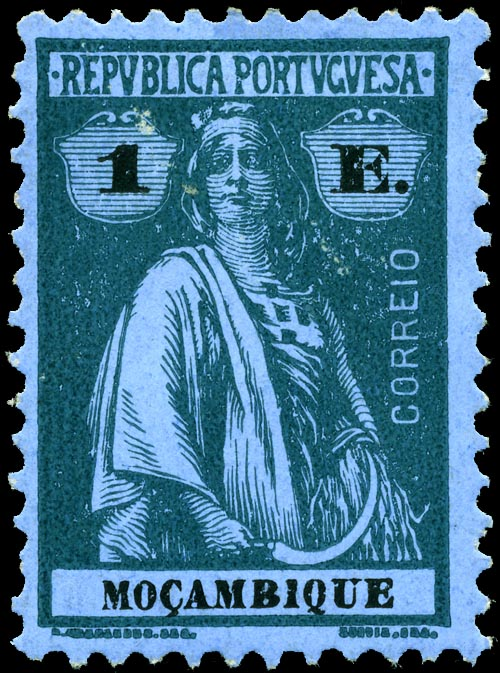
Серия «Жница», 1914 г.
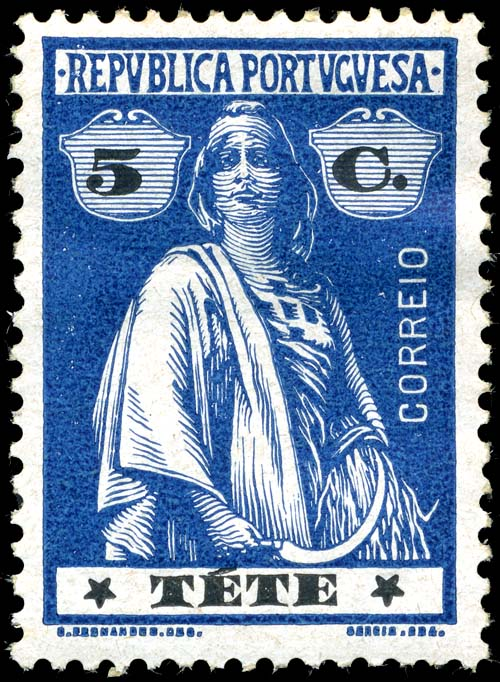
Серия «Жница», 1914 г.

### Двадцатый век

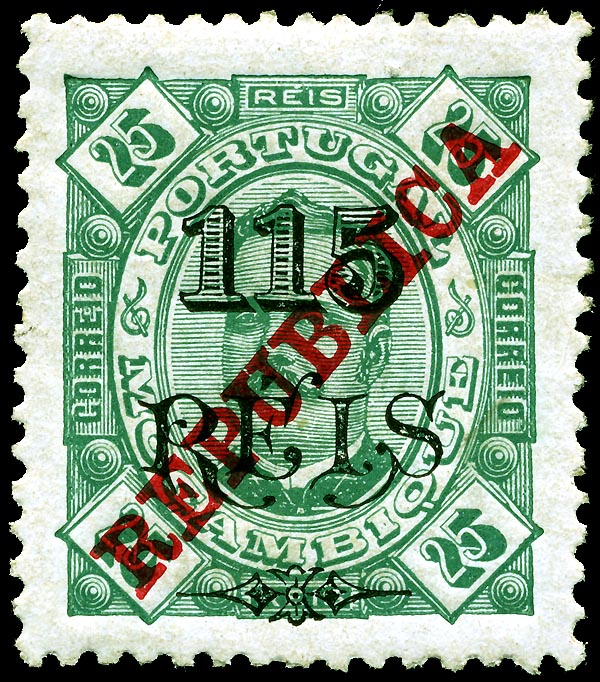
Почтовая марка короля Карлуша I с надпечаткой «Republica», 1915 г.

Революция 1910 года привела к появлению множества надпечаток с текстом «Republica» («Республика») как на существующих марках, так и на ранее не выпущенных марках с изображением короля Португалии Мануэла II.

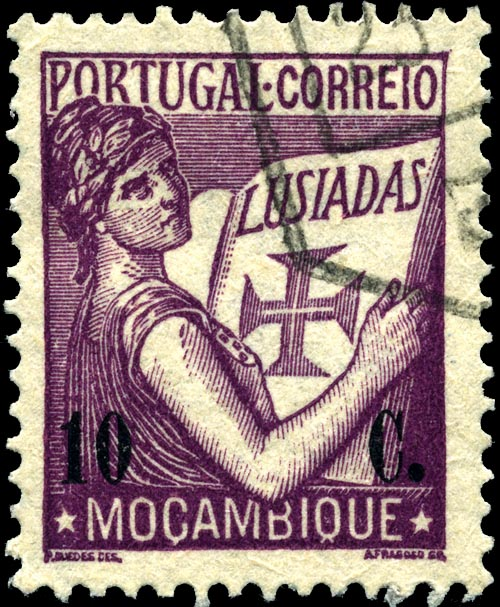
Выпуск «Лузиады», 1933 г.

В течение 1920-х годов для различных целей потребовался выпуск множества почтовых марок с надпечаткой нового номинала. 
В 1930 году были выпущены первые памятные марки Мозамбика.
В 1933 году стандартным стал выпуск «Лузиады», за ним последовал выпуск «Империя» в 1938 году.
Послевоенные выпуски следовали общей эмиссионной политике для португальских колоний. На стандартной серии 1948 года были представлены разнообразные местные ландшафты, а на серии из 24 марок 1951 года в полном цвете были изображены рыбы. На серии 1953 года были изображены бабочки и моли, а на серии 1961 года — гербы различных городов Мозамбика. На серии 1963 года были представлены исторические корабли, а в 1967 году — солдаты.

### После обретения независимости
Лусакское соглашение 1974 года было отмечено в январе 1975 года выпуском почтовых марок с рисунком в виде стилизованной птицы, сформированной флагами Португалии и Мозамбика. 25 июня 1975 года многие существующие марки, некоторые из которых были выпущены ещё в 1953 году, были эмитированы с надпечаткой в честь обретения независимости. Текст надпечатки: «Независимость. 25 июня 1975».
В декабре того же 1975 года в честь провозглашения независимости были выпущены серия почтовых марок и почтовый блок, который стал первым почтовым блоком страны.
Олимпийским играм в Москве была посвящена специальная серия марок Мозамбика.
Выпуски независимого Мозамбика были относительно сдержанными и ориентированными на местную тематику. Филателистические выпуски часто выпускались сериями по четыре-шесть марок. Например, в 1985 году было 10 выпусков, из которых три были одиночными памятными марками, пять были сериями из четырёх марок, а остальные два были сериями из шести марок.

## Другие виды почтовых марок

### Почтово-благотворительные
В 1920 году в колониальном Мозамбике были изданы первые почтово-благотворительные марки.

### Авиапочтовые
В 1938 году появились первые авиапочтовые марки Мозамбика.

### Доплатные
Доплатные марки были в обращении на территории колонии в 1904 году. По информации Л. Л. Лепешинского, всего до 1963 года было выпущено 14 доплатных марок.

### Почтово-налоговые
В 1916 году были эмитированы почтово-налоговые марки Мозамбика.

### Освобождения от почтового налога
В 1925—1928 годах в Мозамбике выпускались марки для освобождения от почтового налога.

## Выпуски Кионги
Треугольник Кионга был крошечной территорией на границе между Германской Восточной Африкой (современная Танзания) и португальским Мозамбиком, оккупированной португальскими войсками в 1916 году. 29 мая 1916 года на почтовых марках Лоренсу-Маркиша была сделана надпечатка порт. «Kionga» («Кионга»).

## Частные почты
В 1891 году Мозамбикская компания была уполномочена управлять районами Маника и Софала, для которых она выпускала собственные марки до 1942 года.
За ней в 1898 году последовала компания Компания Ньяса, чьи марки выпускались до 1929 года.